# Frauenwahlrecht in Finnland
Das aktive und passive Frauenwahlrecht in Finnland wurde am 28. Mai 1906 vom Parlament beschlossen und am 20. Juni 1906 proklamiert. Damit war Finnland das erste Land in Europa, in dem Frauen auf nationaler Ebene wählen durften, und nach Neuseeland und Australien der dritte Staat weltweit.

## Vorgeschichte

### Politische Situation
Finnland stand zu dieser Zeit unter Herrschaft des Russischen Reichs, besaß aber dennoch weitgehende Autonomie. Es hatte einen Vierständelandtag, in dem Adel, Klerus, Bürger und Freibauern vertreten waren. Außerdem verfügte Finnland über ein eigenes Grundgesetz. Das Wahlrecht für den Landtag besaßen rund 15 Prozent der männlichen Bevölkerung.

### Bedeutung von Bildung für die Entwicklung des Frauenwahlrechts
Nur etwa 12 Prozent der Bevölkerung Finnlands sprachen Ende des 19. Jahrhunderts Schwedisch, aber sie stellten die Oberschicht und Schwedisch war die Amtssprache. 1863 wurde ein Dekret veröffentlicht, das vorschrieb, dass innerhalb von 20 Jahren die Gleichstellung von Schwedisch und Finnisch erreicht werden sollte. Frauen spielten wegen ihrer Bedeutung für das Schulwesen in diesem Prozess eine besondere Rolle. Inspiriert von John Stuart Mills Buch Die Hörigkeit der Frau gründete eine Gruppe von Frauen um Alexandra Gripenberg im Mai 1884 die Suomen Naisyhdistys, die erste finnische Frauenorganisation. Sie war in ländlichen Gebieten sehr aktiv: 1894 waren die Hälfte ihrer Niederlassungen Alphabetisierungsgruppen für Landfrauen, und um 1900 konnten bereits fast alle Erwachsenen in Finnland lesen und schreiben. Wesentlich für den Fortschritt der Bewegung zur Einführung des Frauenwahlrechts waren eine fast völlige Alphabetisierung der Frauen um 1900 und der finnische Nationalismus.

### Opposition gegen Russland
Frauen, die Grundbesitz hatten und dafür Steuern bezahlten, durften auf lokaler Ebene seit 1863 und auf kommunaler Ebene seit 1872 wählen. 1897 wurde vom finnischen Parlament das passive Frauenwahlrecht für Lokalwahlen beschlossen, doch die russische Regierung blockierte das Gesetz. Dadurch wurden die Themen Frauenrechte und Nationalismus im Bewusstsein der Bevölkerung noch stärker verbunden.

## Proteste und Generalstreik

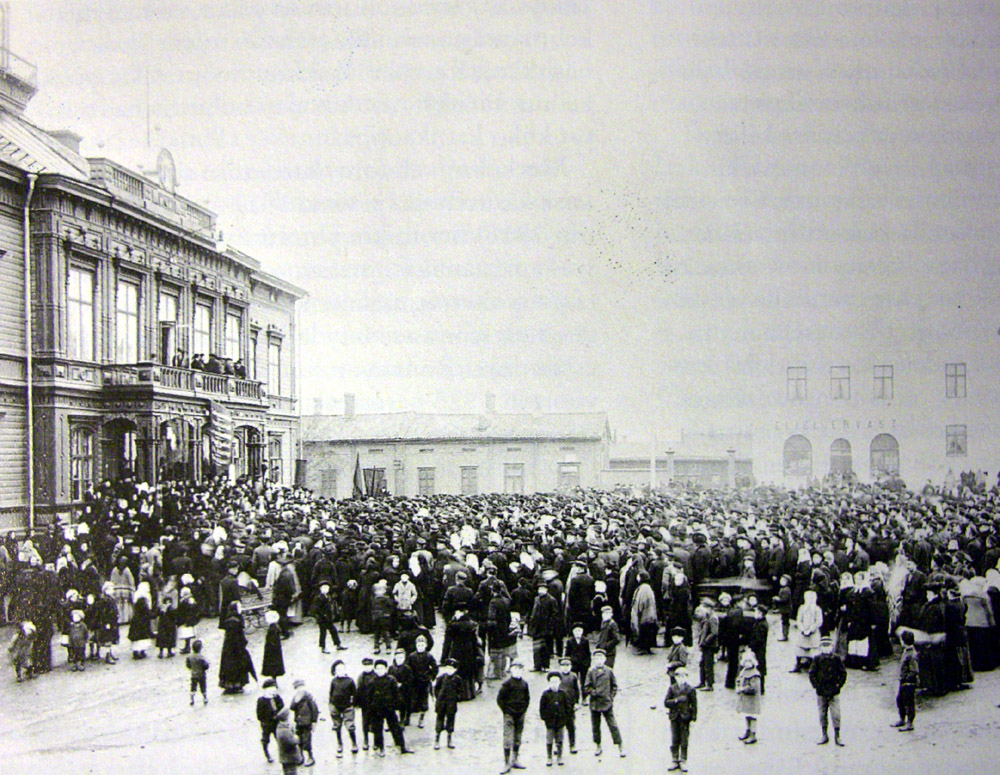
Das Jahr 1905 war von Demonstrationen und Unruhen durchzogen. Hier eine Demonstration vor dem Rathaus in Jakobstad im Herbst 1905.

### Folgen des Februarmanifests von 1899
Im Jahr 1899 erließ Zar Nikolaus II. das Februarmanifest, womit die finnische Autonomie im Russischen Reich aufgehoben wurde. In Finnland kam es zu zahlreichen Protesten, denn die finnische Bevölkerung wollte ihre weitgehende Unabhängigkeit zurückgewinnen. Zur gleichen Zeit erhielt auch die Arbeiterbewegung, in der auch Frauen eine wichtige Rolle einnahmen, viel Zuspruch und forderte, soziale Ungleichheit zu bekämpfen.

### Vorstöße zur Einführung des Frauenwahlrechts
Das Wahlrecht für alle war in dieser Zeit eines der zentralen Themen des politischen Kampfes.
Bereits 1897 war eine Gesetzesvorlage zur Einführung des Frauenwahlrechts ins Parlament eingebracht worden, doch verhinderte die politische Instabilität einen normalen Geschäftsbetrieb, sodass es erst 1904/1905 zu den ersten Debatten kam. Der Entwurf sah ein Wahlrecht für einige Frauen aus der Oberschicht vor, unverheiratete Frauen und Witwen, und Lehrerinnen. Die Abgeordneten aus den ländlichen Gebieten, die überwiegend Finnisch sprachen und ein Viertel des Parlaments stellten, unterstützten diesen Vorschlag, aber die anderen drei sozialen Gruppen, nämlich der Klerus, die Stadtbewohner und der Adel, lehnten ihn ab. Auch in der Folge war die Unterstützung für das Frauenwahlrecht in Finnland in ländlichen Gebieten stärker als in den Städten. Möglicherweise lag dies daran, dass die bäuerliche Bevölkerung das Frauenwahlrecht für eine Maßnahme hielten, die ihrer konservativen Einstellung entsprach, und keine Angst vor einem eventuellen revolutionären Potential bei den Wählerinnen hatten.
Darüber hinaus war die Finnisch sprechende Bevölkerung leichter für das Frauenwahlrecht zu gewinnen als die Schwedisch sprechende Oberschicht.
Die Historikerin Irma Sulkunen betont den Einfluss religiöser Erweckungsbewegungen, in denen in Finnland vor allem Frauen aktiv waren, auf die frühe Erlangung des Frauenwahlrechts. Sie hatten Ende des 19. Jahrhunderts ihre Blütezeit und verfügten über enge Verbindungen zur Finnischen Partei, die das Ideal einer agrarischen Gesellschaft vertrat.

### Verhalten Russlands
Russlands Niederlage gegen Japan von 1905 und die Revolution führte dazu, dass die Finnen Chancen sahen, größere Autonomie und das Frauenwahlrecht zu erlangen. Wie in Indien, so gingen auch in Finnland Nationalismus und die Entwicklung der Demokratie Hand in Hand: Frauen waren auf allen Ebenen aktiv am Widerstand beteiligt.
Am 31. Oktober 1905 begann ein Generalstreik, der das Ziel verfolgte, die Autonomie für Finnland wiederzuerlangen, und große Unterstützung in der Bevölkerung fand.
Der russische Zar beschloss den Forderungen nachzugeben, um weitere Eskalationen zu vermeiden. Er beauftragte das Parlament damit, eine neue Verfassung auszuarbeiten. Bei einer Massenversammlung in Helsingfors wurde am 7. Dezember 1905 in einer Resolution das uneingeschränkte Wahlrecht für alle ab 24 Jahren gefordert. Die Sozialdemokratische Partei Finnlands und die konservative Finnische Partei stimmten dem Vorschlag am 28. Mai 1906 zu.
Mit dem erlassenen Novembermanifest stellte der Zar die finnische Autonomie wieder her und reformierte den Vierständelandtag. Am 20. Juli 1906 bestätigte der Zar die neue Regelung. Das Ständesystem wurde durch ein Einkammer-Parlament ersetzt, das in allgemeinen und gleichen Wahlen bestimmt wurde. Alle finnischen Staatsbürger ab 24 Jahren waren nun wahlberechtigt, unabhängig von ihrem Geschlecht und ihrem gesellschaftlichen Stand. Durch den Generalstreik und den Aufruhr auf den Straßen war das Frauenwahlrecht erzwungen worden.

### Bedeutung der Veränderung
Mit der Parlamentsreform erlangten Frauen zum ersten Mal in Europa das Recht zu wählen und sich selbst zur Wahl zu stellen. Von einem Tag auf den anderen war eine der konservativsten, auf Eigentum basierenden Regelungen zum Frauenwahlrecht in Europa zum demokratischsten System des Kontinents geworden.
In Neuseeland hatten Frauen bereits 1893 das aktive Wahlrecht erhalten, nicht jedoch das passive. In Australien dauerte es bis 1908, bis Frauen sich in allen Bundesstaaten an nationalen Wahlen beteiligen durften. Damit war Finnland zwar weltweit das erste Land, das Frauen das volle aktive und passive Wahlrecht verlieh, aber es unterstand damals noch Russland, war also kein unabhängiger Staat. Erst am 6. Dezember 1917 wurde die Unabhängigkeit erklärt, und 1919 kam es zum völligen Bruch mit Russland und Finnland wurde eine unabhängige Republik.

## Parlamentswahlen in Finnland 1907

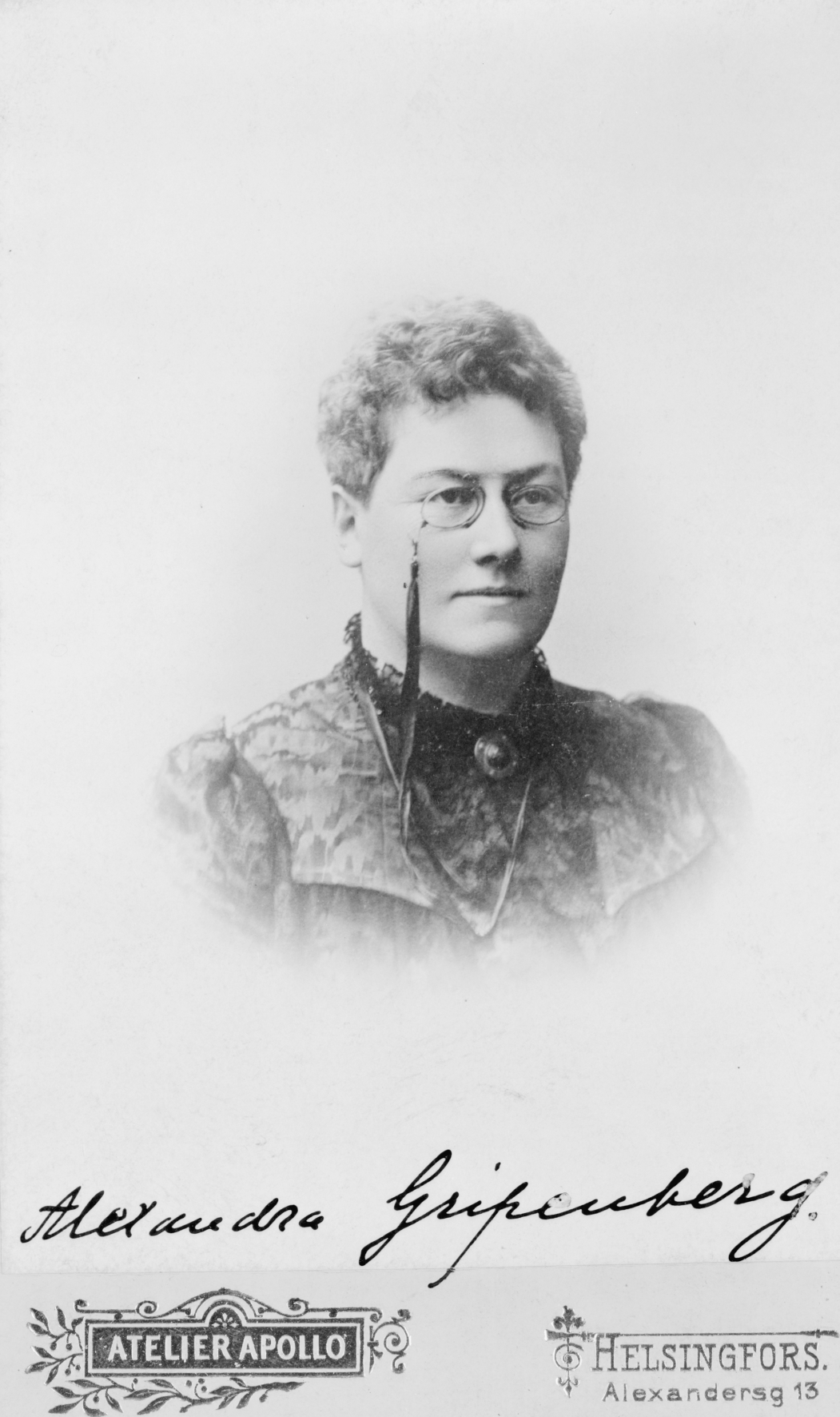
Alexandra Gripenberg, eine der ersten finnischen Parlamentsabgeordneten

Im Frühjahr 1907 fanden die ersten Wahlen für das neue finnische Parlament statt. Die Zahl der Wahlberechtigten hatte sich nach der Parlamentsreform verzehnfacht. Neben Frauen durften nun auch erstmals 85 Prozent der männlichen Bevölkerung wählen, deren Stände bis dato nicht im Ständeparlament vertreten gewesen waren. Die Wahl hatte eine Beteiligung von 70,7 Prozent. 62 Kandidatinnen stellten sich zur Wahl, 19 von ihnen zogen in das Parlament ein.
Die meisten Frauen gehörten der Sozialdemokratischen Partei an, die mit 80 Sitzen im Parlament auch die meisten Stimmen erhielt. Unter ihnen auch Miina Sillanpää, die anschließend rund 40 Jahre im finnischen Parlament saß und 1926 als Sozialministerin die erste Frau in einem finnischen Ministeramt war. Alexandra Gripenberg und Lucina Hagman erhielten ebenfalls Sitze.

## Folgen
Nachdem Finnland das Frauenwahlrecht eingeführt hatte, folgten Norwegen im Jahr 1913, Dänemark und Island 1915, Estland 1917 sowie Lettland und Deutschland 1918. In Großbritannien erhielten Frauen 1928 das Wahlrecht, in Frankreich 1944. Als letztes europäisches Land führte Liechtenstein 1984 das Frauenwahlrecht auf nationaler Ebene ein.